# Partitu Corsu per u Sucialisimu
Le Partitu Corsu per u Sucialisimu (PCS), Parti corse pour le socialisme, était un parti politique qui se réclamait du nationalisme corse, fondé en 10 août 1974, il a succédé au Partitu di u Populu Corsu et a été remplacé par le FLNC le 5 mai 1976.